# Monoblepharella mexicana
Monoblepharella mexicana är en svampart som beskrevs av Shanor 1942. Monoblepharella mexicana ingår i släktet Monoblepharella och familjen Gonapodyaceae.   Inga underarter finns listade i Catalogue of Life.